# Bjorn Poonen

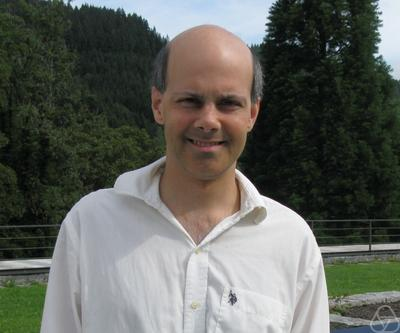
Bjorn Poonen, 2011

Bjorn Mikhail Poonen (* 27. Juli 1968 in Boston, Massachusetts) ist ein US-amerikanischer Mathematiker, der sich mit Zahlentheorie und algebraischer Geometrie befasst.
Poonen studierte Mathematik und Physik an der Harvard University mit dem Bachelor-Abschluss summa cum laude 1989. 1994 wurde er bei Kenneth Alan Ribet an der University of California, Berkeley promoviert (The Mordell-Weil-Theorem, Rigidity and Pairings for Drinfeld Modules). Als Post-Doktorand war er 1994/95 am MSRI und der Princeton University (Instructor 1995 bis 1997), bevor er 1997 Assistant Professor in Berkeley wurde. 2001 wurde er dort Associate Professor und 2004 Professor. 2008 wurde er Professor am MIT, wo er Claude Shannon Professor für Mathematik ist.
Er befasst sich unter anderem mit rationalen Punkten auf algebraischen Varietäten, Zahlentheorie elliptischer Kurven und Unentscheidbarkeitsfragen in der Zahlentheorie (Hilberts 10. Problem). Er veröffentlichte auch über Algorithmen wie Shellsort und über die Anzahl der Diagonalenschnittpunkte bei regelmäßigen Polygonen.
Mit Felipe Voloch bewies er 2006 (veröffentlicht 2010, Annals of Mathematics) für Funktionenkörper eine Vermutung über die Brauer-Manin-Obstruktion (dass diese die einzige Obstruktion zum Hasse-Prinzip ist, nach dem globale aus lokaler Lösbarkeit folgt).
Poonen war Gastwissenschaftler in Harvard, am MIT (Gastprofessor 2007), am Isaac Newton Institute (1998 als Rosenbaum Fellow, 2005), an der Universität Paris-Süd, am Pacific Institute of Mathematical Sciences und am Institut Henri Poincaré. Er ist Gründungsherausgeber von Algebra & Number Theory. 2006 bis 2008 war er Herausgeber der International Mathematics Research Notices, 2003 bis 2004 des Journal of Number Theory und 1998 bis 2006 des Journal de Théorie des Nombres de Bordeaux. Er ist eingeladener Sprecher auf dem ICM 2018 (Heuristics for the arithmetic of elliptic curves).
Als Student gewann er viermal den Putnam-Wettbewerb (1985, 1986, 1987 und 1988) und 1985 die US-Mathematik-Olympiade und im selben Jahr als Mitglied des US-Teams die Silbermedaille auf der Internationalen Mathematikolympiade. Poonen war Packard, Guggenheim und Sloan Research Fellow und Miller Professor in Berkeley. Er ist Mitglied der American Academy of Arts and Sciences. 2011 erhielt er den Chauvenet-Preis für Undecidability in Number Theory. Er ist Fellow der American Mathematical Society. Er war eingeladener Sprecher auf dem Internationalen Mathematikerkongress in Rio de Janeiro 2018 (Heuristics of the arithmetic of elliptic curves). Für 2023 erhielt er den Joseph L. Doob Prize.

## Schriften
- Herausgeber mit Yuri Tschinkel: Arithmetic of higher dimensional algebraic varieties, Birkhäuser, Progress in Mathematics, Band 226, 2004 (darin mit J. F. Voloch: Random diophantine equations, S. 175–184)
- mit Kiran Kedlaya, Ravil Vakil: The William Lowell Putnam Mathematical Competition 1985–2000. Problems, Solutions and Commentary, Mathematical Association of America 2002